# Puget-Ville
 Puget-Ville  es una población y comuna francesa, que se encuentra en la región de Provenza-Alpes-Costa Azul, departamento de Var, en el distrito de Toulon y cantón de Cuers.

## Demografía
| 1628 | 1755 | 1819 | 2115 | 2591 | 3080 |
| Para los censos de 1962 a 1999 la población legal corresponde a la población sin duplicidades (Fuente: INSEE [Consultar]) |      |      |      |      |      |